# Ego Spartaco Meta

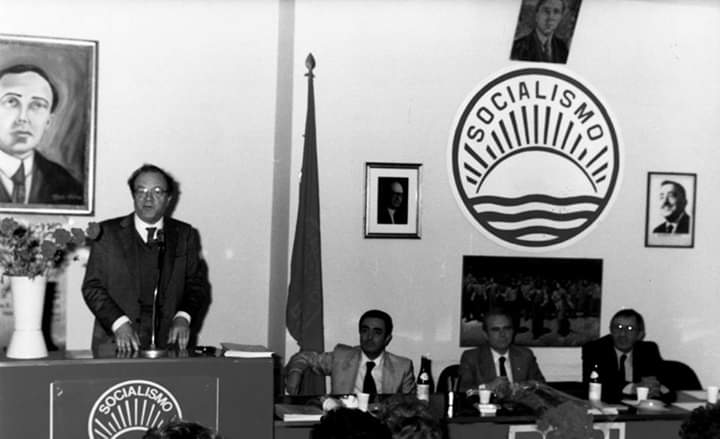
Ego Spartaco Meta a Sinistra

Ego Spartaco Meta (Pratola Peligna, 17 giugno 1924 – Roma, 16 settembre 2012) è stato un politico e antifascista italiano.

## Biografia
Secondogenito del dirigente anarchico e antifascista Luigi Meta, Ego Spartaco fu costretto a lasciare la scuola a 13 anni, essendo la sua famiglia precipitata nell'indigenza a causa delle persecuzioni fasciste e del forzato esilio del padre. Si arrangiò prima come scrivano, poi come contabile. Giovanissimo, abbracciò le idee di un ardente antifascismo, che non ha mai abbandonato.
Nella fase della Resistenza fu attivo nelle file del Partito d'Azione, dove militò fino al suo scioglimento (1947). Dal 1950 fu nel Partito Socialista Democratico Italiano, arrivando a far parte del Comitato Centrale.
Ventiduenne approdò a Roma. Lavorando ed impegnandosi socialmente in un campo profughi, riprese faticosamente gli studi interrotti, concludendoli con un diploma, ricostruendo così la sua posizione sociale e la sua vita. Si sposò ed ebbe due figli. La passione sociale ereditata dal padre e la dura scuola dell’antifascismo lo spinsero nell'impegno politico, che non gli consentì di completare gli studi universitari (Economia e Commercio e poi Scienze Amministrative; in Scienze Amministrative gli fu conferita la laurea honoris causa).
Dipendente fino al 1976 del Ministero dell’Interno, come Direttore di divisione; da detto ministero fu distaccato a quello degli Esteri (con Giuseppe Saragat), e poi alla Marina Mercantile (per due volte), al Turismo e Spettacolo, all'ONU (due volte), ai Beni Culturali come capo della segreteria particolare del  Ministro Giuseppe Lupis.
Commissario dell'ATAC di Roma dal 1961, dal 1961, dal 1971 al 1981 è stato Consigliere comunale della Capitale e per due volte Assessore. In tale veste, la sua iniziativa più rilevante è stata quella di avviare il piano per dotare di acqua e fognature 93 zone periferiche con un totale di 130 000 abitanti; e ciò contro l’orientamento della magistratura, che perseguiva penalmente chi avesse aiutato coloro che si erano costruita abusivamente la casa per abitarci.
Fu Commissario prefettizio in enti locali (Comuni, Opere pie ed Università agrarie), membro di Accademie e di Commissioni giudicatrici (a volte come Presidente), nonché delle Commissioni statali per le onoranze a Guglielmo Marconi nel centenario della nascita e di quella per la revisione del trattamento economico e giuridico dei segretari comunali e provinciali, ed inoltre Presidente della Camera di Commercio per la Gran Bretagna e il Commonwealth e Direttore amministrativo dell’Istituto per la promozione dello sviluppo economico e sociale (ISPES).
Non ha mai abbandonato il suo volontario impegno sociale in cooperative, enti morali e associazioni al fianco dei più deboli e dei giovani. Pluridecennale è stata la sua militanza nell'Associazione Nazionale Partigiani d'Italia (ANPI) e nell'Associazione Nazionale Perseguitati Politici Italiani Antifascisti (ANPPIA), con lo scopo di tenere accesi nella società italiana i valori etici dell’antifascismo e della Resistenza, e della lotta contro lo sfruttamento economico, l'ingiustizia sociale e l'oppressione politica.
È morto a Roma il 16 settembre 2012.